# 阳台山 (深圳)
阳台山（曾称羊台山），位於中國廣東省深圳市西部，龙华区大浪街道、宝安区石岩街道和南山区西丽街道、桃源街道之间，西臨石岩水库、铁岗水库，南临西丽水库，於2004年“羊台叠翠”被评为深圳八景之一。在抗日战争期间，当地人民和东江纵队（羊台山游击队）上演了震惊中外的“大营救”，从沦陷的港九孤岛抢救出了茅盾、何香凝和邹韬奋等著名爱国人士，把他们安全转移、隐蔽到阳台山区。阳台山也因此被称作英雄山。
主峰海拔581.7米，为深圳市西部的最高點。登临大羊台山峰顶，可环视石岩街道、西丽镇、龙华区、宝安新城等，周边湖光山色，深林茂密，远处城市宏伟壮观，马路纵横交错，风景如画。

## 名称
“阳台山”一名在史志中可追溯至明朝天顺八年（1464年）吴中和卢祥修纂的《东莞旧志》，该志书记载“陽臺山在縣西南一百二十里”，其中“县”指当时仍未分拆的东莞县。嘉靖四十年（1561年）黄佐纂修的《广东通志·东莞县（上）》对此山的记载为“西南五里曰陽臺山，山巔之南稍平，形若几案”。1897年清朝政府印发的《广东舆地全图》将该山标为“陽台山”，山名中“臺”字演变为“台”。
“羊台山”这一地名于1866年首次出现在由意大利传教士所作的《新安县全图》中，但该图流传不广。1957年《宝安报》已经出现“羊台山”一词，该写法1961年开始在官方文件中出现，例如“龙华公社羊台山生产大队”，深圳报业集团各报自20世纪80年代以来也一直将“阳台山”与“羊台山”的名称混用，但深圳媒体对“羊台山”的使用频率高于“阳台山”，1987年《深圳市地名志》更将“羊台山”标作官方地名。2015年以来，宝安区群众多次来信来访反映羊台山地名问题，提议“羊台山”恢复为“阳台山”，此后多名文化学者也参与了对阳台山正名运动的讨论。2020年1月16日，深圳市规划和自然资源局发布《关于征求恢复“阳台山”地名意见的公告》，开始就阳台山复名一事征求公众意见，后因疫情影响，将意见征询截止日期延长至2020年4月17日。2020年6月11日，经深圳市政府批准，“羊台山”恢复原名“阳台山”。

## 地理與地質

### 地理概況
阳台山地势走向以大羊台山为中心，向四周延伸，中间高，四面低的高丘陵、低山地貌特征。最高处为大羊台山，海拔587.1米，最低处位于南山区境内，海拔33.4米，相对海拔高度为553.7米。山区茂林修竹，山谷大小水库、水塘多处，天然泉水到处可见。山腰有多处果林，种植龙眼、荔枝等水果。山脚散在分布着菜园、农场，出产各种青菜、水果，山地鸡等等。

#### 河流、瀑布
阳台山孕育了众多的大小溪流。较大的溪流有石岩河，被誉为深圳南山区母亲河的大沙河，也发源于此。
羊台山瀑布可称为其中一“胜景”。从羊台山东北部的赖屋山水库（位于龍華區）边登山，沿着小溪而上，走了大约一公里，会听见越来越大的溪流声，打破了山中的宁静。只见两座小山峰之间奔泻直下一条瀑布，宽约五六米，水气氤氲，气势不凡。瀑布从10多米高处跌落，下聚一湾深潭，溅起银色浪花。 沿着这条瀑布汇成的溪流而行，可见大大小小10多处瀑布，沿途景色非常恬静清幽，各种野生植物纷繁芜杂，十分阴凉。

### 地質史
阳台山地质构成主要为燕山期花岗岩。

## 登山路线

### 從龙华区大浪街道（小羊台山）
大浪登山道：由阳台山东北部的大浪羊台山森林公园登山广场进入登山。
| 编号 | 编号       | 线路                   | 线路 | 线路                     | 收费    | 运营商   | 备注                                                      |
| ---- | ---------- | ---------------------- | ---- | ------------------------ | ------- | -------- | --------------------------------------------------------- |
|      | 624        | 德福公交总站           | ⇆    | 坂田中浩园东苑总站       | 2元     | 西部四分 |                                                           |
|      | M395       | 裕丰公交首末站         | ⇆    | 沙井大宏科技园           | 2–9元   | 东部一分 | 原 651                                                    |
|      | M548       | 福永桥头综合场站       | ⇆    | 龙华汽车站总站           | 2–6元   | 西部二分 | 原 668                                                    |
|      | 882        | 万国城总站             | ⇆    | 时尚慧谷大厦公交首末站   | 3元     | 东部一分 |                                                           |
|      | E34        | 坑梓基地总站           | ⇆    | 华盛公交首末站           | 10元    | 东部五分 | 原 868区间1                                               |
|      | E36        | 南山汽车总站           | ⇆    | 观澜大水坑综合车场       | 2–6元   | 西部一分 | 经宝安体育馆东、平峦山地铁站、大和有轨电车站；原 794      |
|      | E40        | 南山汽车总站           | ⇆    | 观澜大水坑综合车场       | 6元     | 西部一分 | 经宝安中心医院、黄田、竹村地铁站；原 高快巴士10（第一代） |
|      | M193       | 公明东环大道场站       | ⇆    | 清水河总站               | 3元     | 巴士三分 | 原 旅游3                                                  |
|      | M233       | 石岩湖总站             | ⇆    | 南湾沙塘布场站           | 2–7.5元 | 东部二分 | 原 711B                                                   |
|      | M244       | 德福公交总站           | ⇆    | 深圳东站东广场           | 2元     | 西部三分 | 原 661                                                    |
|      | M262       | 红星场站               | ⇆    | 深业花园公交总站         | 2–6元   | 西部三分 | 原 799                                                    |
|      | M301       | 大浪时尚小镇西公交场站 | ⇆    | 万国城总站               | 2–5元   | 巴士三分 |                                                           |
|      | M310       | 新和总站               | ⇆    | 华盛公交首末站           | 2–9元   | 东部一分 | 原 863                                                    |
|      | M352       | 华宁路公交首末站       | ⇆    | 深圳北站交通枢纽公交场站 | 2元     | 西部四分 | 原 622                                                    |
|      | M378       | 簕竹角村总站           | ⇆    | 龙华汽车站总站           | 2.5元   | 西部一分 | 原 616                                                    |
|      | M379       | 前城滨海花园公交总站   | ⇆    | 红山六九七九公交首末站   | 2–7元   | 西部一分 | 原 662                                                    |
|      | M415       | 裕丰公交首末站         | ⇆    | 南湾康乐总站             | 2–7元   | 东部一分 | 原 310–315北段                                            |
|      | M420       | 石龙公交场站           | ⇆    | 红山六九七九公交首末站   | 2元     | 西部四分 |                                                           |
|      | M462       | 光明科技公园总站       | ↺    | 阳台山东地铁站           | 3元     | 西部三分 |                                                           |
|      | 高峰专线43 | 观澜大水田总站         | ⇆    | 科技生态园公交总站       | 3元     | 东部一分 | 全年服务；原 M243（第一代）                               |
|      | 高峰专线45 | 华盛公交首末站         | ⇆    | 松岗山美新村大厦         | 3元     | 东部一分 | 全年服务；定时班车                                        |

| 编号 | 编号 | 线路             | 线路 | 线路           | 收费 | 运营商   | 备注 |
| ---- | ---- | ---------------- | ---- | -------------- | ---- | -------- | ---- |
|      | B906 | 新岭路公交首末站 | ↺    | 阳台山东地铁站 | 1元  | 西部四分 |      |

#### 主要步道
- 东纵环路：环行小羊台山，经过小羊台山顶，在石岩交接处通往大羊台山。
- 华凤路：由北往南经松涛桥、青云桥、惬意桥、观湖亭、冬梅亭，后接高峰路。
- 高峰路：北起华凤路，经秋菊亭（与溪谷探险道相交），终于七星伴月（小羊台山顶）。台阶路，连续上坡，需要一定体力
- 仙峰道骨：东西走向，经明月廊、华风亭、花溪廊（与溪谷探险道相交）、仙峰亭，首尾均在东纵环路上。
- 溪谷探险道：北起水库，经龙溪亭、花溪廊（与仙峰道骨相交）、秋菊亭（与高峰路相交）、夏荷亭，终于东纵环路南环。溪谷间穿行，保留原始野趣

### 从宝安区石岩街道（大羊台山）
石岩登山道：由羊台山西北部的石岩羊台山登山广场進入登山。
| \| 编号 \| 编号 \| 线路 \| 线路 \| 线路 \| 收费 \| 运营商 \| 备注 \| \| ---- \| ----------- \| ------------ \| ---- \| ------------------ \| ----- \| -------- \| ----------------------------- \| \| \| 767 \| 龙腾路场站 \| ↺ \| 百旺信工业园 \| 2.5元 \| 西部三分 \| \| \| \| B891 \| 龙腾路场站 \| ↺ \| 石岩南岗工业区 \| 1元 \| 西部三分 \| \| \| \| M372 \| 龙腾路场站 \| ⇆ \| 南山荔山工业园总站 \| 2.5元 \| 西部三分 \| 原 M516（第一代） \| \| \| M442 \| 龙腾路场站 \| ↺ \| 沙井新和 \| 2元 \| 西部三分 \| 原 B639（第一代） \| \| \| M472 \| 龙腾路场站 \| ↺ \| 新和天桥 \| 2.5元 \| 西部三分 \| 原 B834（第一代），合并原 790 \| \| \| 高峰专线145 \| 石龙公交场站 \| ↺ \| 石岩文化中心 \| 2元 \| 西部三分 \| 原 M145 \| |             |              |      |                    |       |          |                               |
| 编号 | 编号        | 线路         | 线路 | 线路               | 收费  | 运营商   | 备注                          |
| | 767         | 龙腾路场站   | ↺    | 百旺信工业园       | 2.5元 | 西部三分 |                               |
| | B891        | 龙腾路场站   | ↺    | 石岩南岗工业区     | 1元   | 西部三分 |                               |
| | M372        | 龙腾路场站   | ⇆    | 南山荔山工业园总站 | 2.5元 | 西部三分 | 原 M516（第一代）             |
| | M442        | 龙腾路场站   | ↺    | 沙井新和           | 2元   | 西部三分 | 原 B639（第一代）             |
| | M472        | 龙腾路场站   | ↺    | 新和天桥           | 2.5元 | 西部三分 | 原 B834（第一代），合并原 790 |
| | 高峰专线145 | 石龙公交场站 | ↺    | 石岩文化中心       | 2元   | 西部三分 | 原 M145                       |

#### 主要步道
- 登山健身步道：起于石岩登山广场，经古道遗址、植物长廊、天作石、百米竹径，至大羊台山顶。
- 辅游步道
- 科普参观步道
- 探险寻幽步道：起于科教营地，经鸟鸣涧，至大羊台山顶。

## 人文及旅遊工程

### 大浪羊台山森林公园登山广场
2010年11月29日，羊台山东北部的大浪羊台山森林公园登山广场建成，佔地面積6.05公頃，該廣場西南側是跨區道路福龙路、北面是布龍路，匯聚來自福田、南山、龍崗方向的車流，成為羊台山主要登山入口。

### 石岩羊台山登山广场
2012年12月29日，羊台山西北部的石岩羊台山登山广场建成，广场位于宝安区石岩街道龙眼山村内，占地面积30000平方米。

## 登山運動
中国·深圳羊台山登山节，始创于1997年。迄今已举办十六届。